# Двадесет и осма династия на Древен Египет
28-а династия на Древен Египет управлява между 404 – 399 пр.н.е. през последния период в историята на Древен Египет, Късен период, който обхваща 26 – 31 династии (664 – 332 пр.н.е.).
| Име     | Управлениие                                                           |
| ------- | --------------------------------------------------------------------- |
| Амиртей | 404 – 399 пр.н.е. († 399 пр.н.е.), единствен фараон от 28-а династия. |